# Hybristes Planum
L'Hybristes Planum è una struttura geologica della superficie di Io.